# Prochlorococcus marinus
Prochlorococcus marinus (лат.) — вид крошечных фотосинтезирующих цианобактерий из порядка Synechococcales, типовой и единственный в роде Prochlorococcus. Систематики не пришли к единому мнению, какому семейству отнести это род: к Synechococcaceae Komárek and Anagnostidis 1995 или к Prochloraceae R.A.Lewin.
Впервые цианобактерия обнаружена в Саргассовом море на глубине 120 м в 1988 году, научное описание новых вида и рода опубликовано в 1992 году. Размер Prochlorococcus marinus составляет всего 0,5—0,7 мкм, она обладает зелёной либо жёлтой окраской.

## Значение
Цианобактерии Prochlorococcus вместе с Synechococcus производят значительную часть кислорода в океане (вклад оценивается в 25 % от общего производства) благодаря наличию хлорофилла a и хлорофилла b. Непосредственно на Prochlorococcus marinus приходится около 5 % от общего производства кислорода в море. Эта цианобактерия встречается в олиготрофных условиях, из всего отдела цианобактерий является доминирующей бактерией на больших глубинах и в открытом море.